# هومبرتو توماسینا

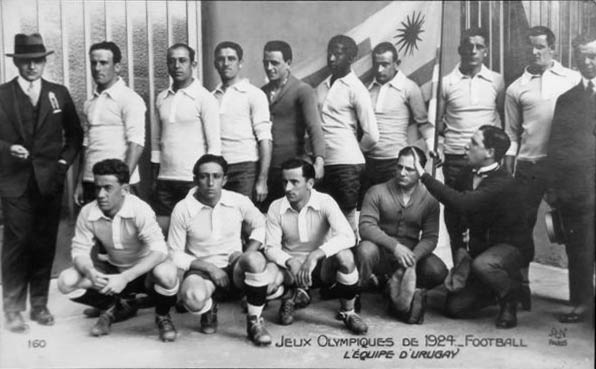
تیم فوتبال اروگوئه در المپیک ۱۹۲۴

هومبرتو توماسینا (اسپانیایی: Humberto Tomasina‎; ۱۲ سپتامبر ۱۸۹۸ – ۱۲ ژوئن ۱۹۸۱) بازیکن فوتبال اهل اروگوئه بود.
از باشگاه‌هایی که در آن بازی کرده‌است می‌توان به باشگاه فوتبال لیورپول مونته‌ویدئو اشاره کرد.